# Катрин Шмит
Катрин Шмит (на немски: Kathrin Schmidt) е германска писателка, автор на стихотворения, романи и разкази.

## Биография
Катрин Шмит е родена на 12 март 1958 г. в Гота. Израства в родния си град и във Валтерсхаузен. Там полага матура и от 1976 до 1981 г. следва психология в университета на Йена. След като завършва и се дипломира, работи от 1981 до 1982 г. като научен асистент в Лайпцигския университет, а после като детска психоложка в окръжната болница в Рюдерсдорф край Берлин.
През 1986/1987 г. Шмит изкарва извънреден курс в литературния институт Йоханес Р. Бехер в Лайпциг.
След политическата промяна сътрудничи на Кръглата маса – идейни дискусии в Източен Берлин. През 1990/1991 г. е редактор във феминисткото женско списание Ипсилон и работи като научен сътрудник в берлинския Институт по сравнителна социология. От 1994 г. е писателка на свободна практика. Членува в ПЕН клуба на Германия.

## Творчество
Катрин Шмит започва да пише още като млада и отначало публикува поезия. Стихотворенията ѝ се отличават със строга метрика, мощен, сетивен език и честа употреба на игрословици. Романите ѝ поради бароковата наситеност с истории често са причислявани към стила магически реализъм и също ракриват Шмит като езиково силна писателка с преливащо въображение, което дава основание на критиката да я сравняват с ранния Гюнтер Грас и Ирмтрауд Моргнер.
Най-големият ѝ литературен успех е автобиографично оцветеният роман „Няма да умреш“ (Du stirbst nicht) (2009) Тук е описана историята на болестта и оздравяването на писателката Хелена, която след прекаран инсулт се сблъсква с липсата на контрол на тялото си и трябва отново да се научи да говори. Романът достига тираж 150 000 екземпляра и през 2009 г. е отличен с престижната „Немска награда за книга.
Катрин Шмит има с мъжа си пет деца и днес живее в берлинския квартал „Малсдорф“.

## Награди и отличия
- 1988: „Награда Ана Зегерс“
- 1993: „Награда Леонс и Лена“
- 1994: „Меранска награда за поезия“
- 1994: Arbeitsstipendium des Deutschen Literaturfonds
- 1997: Stadtschreiberin von Berlin-Hellersdorf
- 1998: Arbeitsstipendium des Deutschen Literaturfonds
- 1998: „Награда Хаймито фон Додерер“ (поощрение)
- 1998: GEDOK Literaturförderpreis
- 2000: Arbeitsstipendium des Deutschen Literaturfonds
- 2001: „Награда на германската критика“
- 2003: „Награда Дросте“ на град Меерсбург
- 2005: Kunstpreis Literatur der Land Brandenburg Lotto GmbH [3]
- 2009: „Награда на Югозападното радио“
- 2009: „Немска награда за книга“ für den Roman Du stirbst nicht
- 2010: Deutsche Akademie Rom Villa Massimo
- 2011: Novi Sad International Literature Award for Poetry
- 2011: Preis der Stahlstiftung Eisenhüttenstadt
- 2012: Arbeitsstipendium des Deutschen Literaturfonds
- 2012: Aufenthaltsstipendium der Sinecure Landsdorf (angetreten 2014)
- 2013: „Тюрингска литературна награда“
- 2016: „Награда Кристине Лавант“